# قشطة يابا (فلم)
قشطة يابا فيلم مصري إنتاج عام 2004. وتاريخ عرضه يوافق عشية عيد الفطر في مصر 1425 هـ.

## قصة الفيلم
تدور أحداث الفيلم حول شاب من حي شعبي يريد الدخول في مجال الغناء ولكن يكتشف ان الدخول في مجال الغناء صعب جدا ولكن هناك أفراد قرييبن منه يحاولوا أن يساعدوا.

## بطولة
- مصطفى كامل
- جيهان فاضل
- صلاح عبد الله
- محمد نجاتي
- انتصار
- إيناس النجار
- عبد الله مشرف
- ضياء عبد الخالق

## روابط خارجية
- مقالات تستعمل روابط فنية بلا صلة مع ويكي بيانات